# Sune Engström (ingenjör)
Sune Patrik Engström, född 5 december 1862 i Söderköping, död 16 december 1943 i Engelbrekts församling, Stockholm, var en svensk väg- och vattenbyggnadsingenjör.
Engström utexaminerades från Kungliga Tekniska högskolan 1885 och var anställd vid statens järnvägsbyggnader 1886–1889, vid Helsingborgs hamnbyggnader 1889–1891 och vid enskilda järnvägsbyggnader och undersökningar 1891–1894. Han var arbetschef vid Malmö hamninrättning 1894–1904 och hamnbyggnadschef i Malmö från 1904.
Engström konstruerade en ny torrdocka i Malmö, vilken byggdes under åren 1909–1912 till en kostnad av 1,5 miljoner kronor och var den då största i Skandinavien. Han uppgjorde även planen för Malmö frihamn, vilken beslutades av stadsfullmäktige 1914, fastställdes av Kungl. Maj:t 1917 och öppnades för trafik 1922.